# 陆均松
陆均松（学名：Dacrydium pierrei）为罗汉松科陆均松属下的一个种。因叶色翠绿，形如陆均鸟而得名。只分佈在海南。